# 济贫院

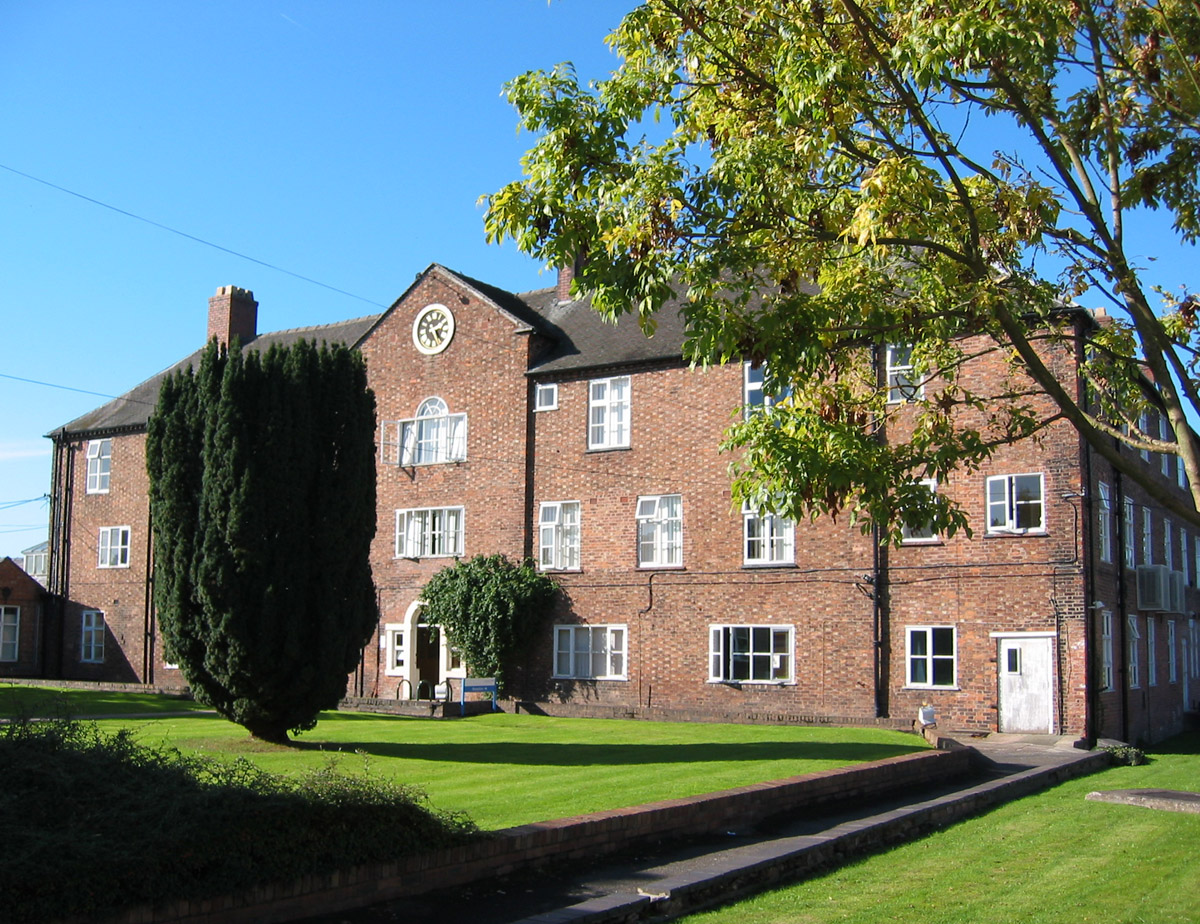
1780年在英国柴郡楠特威奇的一间济贫院

济贫院（英語：Workhouse）又称救济院、救贫院、贫民院、濟貧工廠，是为穷人提供工作和弱者提供生计的机构，起源于《伊丽莎白济贫法》（Elizabethan Poor Law）。
济贫院在英国和爱尔兰得到高度发展，在其他欧洲国家也有小规模的济贫院，如荷兰在全国范围只有三间大的济贫院，而1777年单英国柴郡就有31间。

## 醜聞
1845年，發生於英國英格兰安杜弗鎮的安杜弗救濟院醜聞。